# Demain la route
Pour plus de détails, voir Fiche technique et Distribution.
Demain la route est un film documentaire français de court métrage réalisé par Henri Fabiani et sorti en 1961. 

## Synopsis
Le film est consacré au déroulement du chantier d'aménagement de l'autoroute A8 dans le massif de l'Esterel.

## Fiche technique
- Titre : Demain la route
- Réalisation : Henri Fabiani
- Photographie : André Villard
- Musique : Jean-Michel Defaye
- Production : Cinétest
- Pays de production : France
- Format : Couleur - 35 mm
- Genre : Documentaire
- Durée : 17 minutes
- Date de sortie : 1961

## Récompenses
- 1961 : film primé au festival de Turin et au festival de Venise